# Димитров, Димитр (учёный)
 Димитр Димитров   (болг. Димитър Димитров; 30 января 1932 — 22 декабря 2002) —  ученый-электромеханик, профессор, ректор Технического университета в Софии (1992-1999), министр образования в правительстве премьер-министра Болгарии Ивана Костова (21 мая 1997 — 24 июля 2001). Почётный доктор Московского энергетического института (2000).

## Биография
Димитр Димитров родился 30 января 1932 года в городе Видин, Болгария. В 1954 году окончил механический и электротехнический институт в Софии (ныне Софийский технический университет) по специальности «Электротехника». В 1964-1965 годах учился на специалитете в Московском энергетическом институте.
В 1970 году подготовил и защитил кандидатскую диссертацию на тему «Исследование электромагнитных процессов в асимметричных модулированных трехфазных асинхронных машинах», получил ученую степень «кандидата технических наук».
Димитр Димитров скончался 22 декабря 2002 года в Лондоне.

## Профессиональная деятельность
- 1954-1955: старший инженер компании GSH, г. Костинброд.
- 1955-1958: главный инженер-энергетик, компания ДМО «Изомат».
- 1958-1961: начальник электроремонтного цеха Государственного металлургического завода «Ленин».
- 1989-1991: председатель Правления государственного фонда «Элпромэнерго».

## Преподавание
Димитр Димитров вёл преподавательскую деятельность на кафедре электрических машин и аппаратов, факультет электротехники Софийского технического университета: ассистент (1961), доцент (1969), профессор (1980) кафедры «Электрических машин и аппаратов».
Основные направления научной и преподавательской деятельности: электрические машины, расчеты машин и аппаратов.
Димитр Димитров является автором около 120 научных работ, 13 изобретений, 13 учебников и учебных пособий. Под его руководством подготовлено и защищено 13 кандидатских диссертаций.

## Награды и звания
- Орден «Кирилл и Мефодий» второй степени (1982).
- Почётный доктор Московского энергетического института (2000).
- Почетный ректор Софийского технического университета.

## Общественная деятельность
- Член редакционных коллегий журналов «Электротехника и электроника» и «Энергия».
- Член специализированного научного совета электротехники Высшей медицинской академии.
- Член исполнительного бюро правления Болгарской промышленной ассоциации (1995).
- Член Национального совета развития при Президенте Болгарии (1996 год).
- Член Национального совета по научной и технологической политике при Совете министров Болгарии (1998).

## Управленческая деятельность
- 1992 — 1999: ректор Софийского технического университета, София.
- 1999 год: Председатель Государственной комиссии по регулированию энергетики.
- 1999 — 2001: министр образования и науки Болгарии.